# Ahmad ibn Arabxah
Abu-Muhàmmad Xihab-ad-Din Àhmad ibn Muhàmmad ibn Abd Al·lah ibn Ibrahim (àrab: أبو محمد شهاب الدين أحمد بن محمد بن عبد الله بن إبراهيم, Abū Muḥammad Xihāb ad-Dīn Aḥmad b. Muḥammad b. ʿAbd Allāh b. Ibrāhīm), més conegut com Ibn Arabxah (àrab: ابن عربشاه, Ibn ʿArabxāh) (Damasc, 15 de novembre de 1389 - el Caire, 24 d'agost de 1450), va ser un escriptor i viatger àrab que va viure sota el regnat de Tamerlà (1370-1405).
Va néixer i va créixer a Damasc. Més tard, quan Tamerlà va envair Síria, es va traslladar a Samarcanda, a Transoxiana. Després es va traslladar a Edirne i va treballar a la cort del sultà Mehmet I traduint llibres àrabs al turc i persa. Més tard va tornar a Damasc després d'haver estat absent de la ciutat durant 23 anys. Finalment es va traslladar a Egipte i hi va morir.
El seu fill va ser el famós erudit musulmà Abd-al-Wahhab ibn Arabxah.

## Obra
- عجائب المقدور في نوائب تيمور, ʿAjāʾib al-maqdūr fī nawāʾib Taymūr, ‘Les meravelles del destí en les dissorts de Taymur [=Tamerlà]’, sobre el regnat de Tamerlà, acabat d'escriure a Damasc el 12 d'agost de 1435. Es va imprimir per primer cop, acompanyat de la traducció al llatí, a Leiden el 1636: Ahmedis Arabsiadae Vitae & rerum gestarum Timuri, qui vulgo Tamerlanes dicitur, historia. Lugduni Batavorum, ex typographia Elseviriana, 1636.[4][5]
- التأليف الطاهر في شيم الملك الظاهر, At-taʾlīf aṭ-Ṭāhir fi xiyam al-Mālik aẓ-Ẓāhir, ‘El llibre pur en el caràcter d'al-Màlik adh-Dhàhir [=Bàybars]’, sobre el regnat de Bàybars.

- فاكهة الخلفاء ومفاكهة الظرفاء, Fākihat al-ẖulafāʾ wa-mufākahat aẓ-ẓurafāʾ, ‘Fruit dels califes i plaer dels enginyosos’, escrit a la manera del Marzban-nama de Sa'ad al-Din Varavini, però en rima.[6]
- جامع الحكايات ولامع الروايات, Jāmiʿ al-ḥikāyāt wa-lāmiʿ ar-riwāyāt; ‘Col·lecció de contes i brillant de narracions’.
- العقد الفريد في علم التوحيد, Al-ʿaqd al-farīd fī ʿilm at-tawḥīd, ‘El collaret únic en la ciència del monoteisme’.
- غرة السير في دول الترك والتتر, Ḡurrat as-siyar fī duwal at-turk wa-t-tatar, ‘El més notable de les campanyes militars en els estats dels turcs i els tàtars’.
- منتهى الأرب في لغات الترك والعجم والعرب, Muntahà al-arab fī luḡāt at-turk wa-l-ʿajam wa-l-ʿarab, ‘El súmmum del desig en les llengües dels turcs, dels perses i dels àrabs’.